# Ignacio Agramonte International Airport
Ignacio Agramonte International Airport är en flygplats i Kuba.   Den ligger i kommunen Municipio de Camagüey och provinsen Provincia de Camagüey, i den östra delen av landet, 500 km öster om huvudstaden Havanna. Ignacio Agramonte International Airport ligger 125 meter över havet.
Terrängen runt Ignacio Agramonte International Airport är platt. Runt Ignacio Agramonte International Airport är det ganska tätbefolkat, med 108 invånare per kvadratkilometer. Närmaste större samhälle är Camagüey, 8,4 km sydväst om Ignacio Agramonte International Airport. Omgivningarna runt Ignacio Agramonte International Airport är en mosaik av jordbruksmark och naturlig växtlighet.